# عزيز ذو الفقار
عزيز ذو الفقار (من مواليد 3 أكتوبر 1963 في الدار البيضاء) هو لاعب كرة قدم هولندي ومغربي متقاعد. كان أول لاعب مغربي يحترف في الدوري الهولندي الممتاز مع فريق بي إي سي زفوله ثم فورتونا سيتارد قبل أن ينتقل إلى البرتغال مع فريق إس بي إسبينهو ونادي فيتوريا سيتوبال.
تبنى ذو الفقار عدة لاعبين مغاربة أبرزهم إبراهيم أفيلاي وحكيم زياش.

## روابط خارجية
- عزيز ذو الفقار على موقع قاعدة بيانات كرة القدم.إي يو (الإنجليزية)